# Atractus taeniatus
Espèce
Atractus taeniatus est une espèce de serpents de la famille des Dipsadidae.

## Répartition
Cette espèce se rencontre :
- en Bolivie dans le département de Santa Cruz ;
- au Brésil dans les États du Rio Grande do Sul, Paraná et du Mato Grosso ;
- en Argentine dans les provinces d'Entre Rios et de Misiones.

Sa présence est incertaine dans la province de Corrientes.

## Étymologie
Son nom d'espèce est dérivé du grec ancien ταινία, tenía, « bande, ruban, bandelette »,.

## Publication originale
- Griffin, "1915" 1916 : A catalog of the Ophidia from South America at present (June 1916) contained in the Carnegie Museum with descriptions of some new species. Memoirs of the Carnegie Museum, vol. 7, no 3, p. 163-228 (texte intégral).